# Бринь, Леонид Артёмович
Леонид Артёмович Бринь (укр. Бринь Леонід Артемович; 8 января 1928, Анастасиевская, Краснодарский край, РСФСР, СССР — 15 января 2000, Донецк, Донецкая область, Украина) — советский и украинский скульптор-монументалист.

## Биография
Родился 8 января 1928 года, станица Анастасиевская Славянского района Краснодарского края в крестьянской семье.
С 1948 по 1950 год учился в харьковском художественном училище. В 1955 году окончил Харьковский художественный институт. Педагоги по специальности: Л. Твердянская, О. Кудрявцева, И. Мильгунова, В. Агибалова. Дипломный проект — памятник в честь трёхсотлетия воссоединения Украины с Россией.
Член Союза художников СССР с 1963 года. Участвовал во всесоюзных и республиканских выставках. Входил в единый художественный рейтинг. Работал в Донецком художественном производственном комбинате Художественного фонда Украины.
В 1968 году по эскизу Леонида Артёмовича был создан герб города Донецка.
Скульптор Леонид Артёмович Бринь вместе с архитектором Юрием Можчилем — авторы монумента «Жертвам фашизма», открытого в 1965 году к 20-летию Победы над Германией.
Автор мемориала на месте бывшего концлагеря в городе Комсомольское вместе со скульптором Николаем Васильевичем Ясиненко и архитектором Владимиром Степановичем Бучеком).
Перед смертью уничтожил ряд своих скульптур в мастерской, которая находилась в районе донецкого телецентра на улице Полководческая.

## Список монументов и мемориальных комплексов работы Леонида Бриня
| Фото | Название                                                                                               | Дата создания                                                                          | Место установки | Краткое описание |
| ---- | --- | -------------------------------------------------------------------------------------- | --- | --- |
|      | «Героям Гражданской Войны»                                                                             | 1957                                                                                   | г. Верхнее Луганской области ? помогите найти современное местоположение ?                                               | скульпторы Бринь Леонид Артемович, соавтор Полоник В. П. |
|      | Донецк. Памяти погибших рабочих при взрыве динамита на проходке № 17 Рутченковского рудника 7.02.1928г | 1959 ?                                                                                 | г. Донецк, возле площади Свободы                                                                                         | Бринь Леонид Артёмович |
|      | «Жертвам фашизма»                                                                                      | Открыт 1965 году к 20-летию Победы над Германией                                       | Находится в Ленинском районе Донецка, по Ленинскому проспекту, у Дворца культуры металлургов на месте бывшего концлагеря | Шесть двенадцатиметровых пилонов, которые объединены между собой венком, сваренным из выштампованных алюминиевых листов. Между пилонами расположен вечный огонь. Находится на холме, на который ведут пятьдесят ступенек. Общая высота конструкции 20 м. Художник Юрий Можчиль, архитектор Н. Дроздов. |
|      | Тринадцати расстрелянным рабочим                                                                       | 1966                                                                                   | Константиновка | Н=12м |
|      | Героям Гражданской и ВОВ                                                                               | 1967                                                                                   | В городе Безугловка, Нежинского района Черниговской области                                                              | Н=10 м железобетон гранитная крошка |
|      | Герб Донецка                                                                                           | Утверждён решением горисполкома 6 июня 1968 года № 12/203 в связи со столетием города. | | В серебряно-чёрном щите изображена выходящая из нижней кромки золотая кисть правой руки, которая держит золотой горный молоток. В левом верхнем углу золотая пятиконечная звезда. |
|      | Мемориальный комплекс «Героям ВОВ»                                                                     | 1968                                                                                   | В городе Комсомольск, на месте бывшего концлагеря                                                                        | Н=16 м. В соавторстве с Николаем Васильевичем Ясиненко |
|      | Мемориальный комплекс погибшим в ВОВ                                                                   | 1968 ?                                                                                 | ст. Анастасиевская Краснодарского края                                                                                   | Н=6,5 м гранит, кованый алюминий, железобетон с гранитной крошкой |
|      | Памятник Максиму Горькому                                                                              | 1969                                                                                   | На территории Донецкого национального медицинского университета имени М. Горького                                        | |
|      | Бюст М. И. Калинина                                                                                    | 1971                                                                                   | Калининский район Донецка возле шахты Калинина                                                                           | Н=3,5 м гранит, железобетон с гранитной крошкой |
|      | «Мать Героиня» Величко Ирина Герасимовна                                                               | 1974                                                                                   | | железобетон. установлена на могиле Кладбище шахты №29 г. Донецк |
|      | «Монумент павшим героям в ВОВ»                                                                         | 1975                                                                                   | Старченково Володарского района Донецкой области                                                                         | Н=10 м гранитная крошка, железобетон |
|      | «На страже мира»                                                                                       | 1975                                                                                   | г. Красноармейск Донецкой области                                                                                        | стеклобетон 200*195*105см |
|      | Энергетик                                                                                              | 1979                                                                                   | Будённовский район Донецка                                                                                               | Н=9 м |
|      | Скорбящая мать                                                                                         | 1981                                                                                   | село Богородичное Славянского района Донецкой области                                                                    | гранитная крошка, железобетон. высота 4,5 м фотография с этой работы экспонировалась на выставке работ Худ Фонда в Киеве |
|      | Слава                                                                                                  | 1983                                                                                   | установлен в с. Гришино Красноармейского района Донецкой обл.                                                            | Монумент Н=6,5м Гранит, кованый алюминий. |
|      | Памятник воинам-освободителям                                                                          | 1985 ?                                                                                 | в г. Славянск-на-Кубани, где проходила «Голубая линия» 37-армия генерал-лейтенанта Лопатина А.И                          | |
|      | Жертвам Афганистана                                                                                    | 1990                                                                                   | В городе Константиновка Донецкой области                                                                                 | |
|      | Победа                                                                                                 | 1993 (?)                                                                               | В городе Константиновка Донецкой области                                                                                 | |
|      | Проект памятника Джону Юзу                                                                             | 1996                                                                                   | | Нереализованный (по причине смерти скульптора), но одобренный в 1996 м году проект «Джону Юзу» |
|      | Мемориальная доска Василию Стусу                                                                       | 2001                                                                                   | На филологическом факультете Донецкого национального университета.                                                       | Архитектор Бринь Леонид Артёмович, скульптор Пискун, Виктор Фёдорович. |
|      | |                                                                                        | Торез | |
|      | Металлург (сталевар)                                                                                   |                                                                                        | | |
|      | Женщина с голубем                                                                                      |                                                                                        | | |
|      | |                                                                                        | Въездной знак в город | |
|      | Дзержинский Феликс Эдмундович                                                                          |                                                                                        | г. Дзержинск Донецкой обл. ул. Ленина 5                                                                                  | |
|      | Солдат с голубем                                                                                       |                                                                                        | | 330*185*150 глина |
|      | ??? |                                                                                        | | |
|      | мемориальная доска герою Советского Союза Сытнику В. М.                                                |                                                                                        | | |
|      | Памятник шахтеру                                                                                       |                                                                                        | Один в парке возле шахты Абакумова, второй возле ДК ?? в г. Донецке.                                                     | |
|      | Рабочий и Колхозница                                                                                   |                                                                                        | | |
|      | Донецк                                                                                                 |                                                                                        | | проект чеканки |
|      | Роден Огюст или всё-таки Докучаев?                                                                     |                                                                                        | | |
|      | Горельефный поясок на Гостиница «Донбасс»                                                              |                                                                                        | гостиница «Донбасс» | Разрушен при реконструкции гостиницы в 2001 году |
|      | Памятник шахтеру                                                                                       |                                                                                        | в г. Донецк | |
|      | «Шахтеру»                                                                                              | 198?                                                                                   | | |
|      | Ленину В. И.                                                                                           | 198?                                                                                   | | |
|      | Ленину В. И.                                                                                           | 197?                                                                                   | | на фото — авторская шутка. обратите внимание, куда смотрит Ильич… |
|      | Памятник Сергею Мироновичу Кирову                                                                      |                                                                                        | | |
|      | Памятник Данилюку, Ивану Ильичу                                                                        | в г. Донецк на могиле математика                                                       | | |

## Список работ малых форм Бринь Леонида Артемовича
| Фото | Название                       | Дата создания | Место установки                  | Краткое описание |
| ---- | ------------------------------ | ------------- | -------------------------------- | --- |
|      | «Когда над миром рвутся бомбы» | 1957          | Донецкий краеведческий музей     | |
|      | Блох Элеонора Абрамовна        |               | скульптор Бринь Леонид Артемович | Портрет (ученица Родена, учительница Мельгуновой) |
|      | «Портрет сына»                 | 1972          |                                  | песчаник |
|      | «Шахтарчук»                    | 1972          |                                  | Создана ориентировочно в первой половине 1960-х годов. Первоначально был выполнен в глине, затем алюминии и мраморе. Позже, в 1990-х годах появился в дереве и гипсе. В данный момент одна из этих работ (выполнена в алюминии, кованый алюминиевый лист 2,8 мм, высота 135см) находится на выставке в галерее «Арт Донбасс», в городе Донецк. Символизирует 5-летнего сына шахтера, одевшего защитную каску с коногонкой и сапоги отца. |
|      | Белые мишки                    |               | Донецк, бывшее кафе «Арктика»    | в настоящее время утерян |
|      | «Страда»                       | 1974          |                                  | майолика. выставка «скульптура малых форм» в Москве 1974 |
|      | «Футболисты»                   | 1980          |                                  | |
|      | Дзержинский Ф. Э.              | 1986          |                                  | |
|      | Юный футболист                 |               |                                  | |

## Список графических работ Бринь Леонида Артемовича
| Фото | Название                  | Дата создания | Место установки | Краткое описание |
| ---- | ------------------------- | ------------- | --------------- | ---------------- |
|      | Оформление площади Ленина |               | Донецк          |                  |

## Просьба помочь в поиске этих работ Бринь Леонида Артемовича
| Фото | Название                        | Дата создания | Место установки                      | Краткое описание                                                |
| ---- | ------------------------------- | ------------- | ------------------------------------ | --------------------------------------------------------------- |
|      | неизвестно                      |               |                                      |                                                                 |
|      | неизвестно                      |               |                                      | Глина. Подготовлен к отливке формы                              |
|      | неизвестно                      |               |                                      | Глина. Подготовлен к отливке формы                              |
|      | неизвестно                      |               | Вероятно Красноармейск Донецкой обл. | Глина. Подготовлен к отливке формы                              |
|      | неизвестно                      |               |                                      | Глина. Подготовлен к отливке формы                              |
|      | неизвестно                      |               |                                      | Глина. Подготовлен к отливке формы                              |
|      | неизвестно                      |               |                                      | проект чеканки памятного знака                                  |
|      | возможно Леся Украинка          |               |                                      | фото в мастерской автора. также на фото некоторые эскизы работ. |
|      | памятник Циолковскому           |               |                                      | эскиз                                                           |
|      | неизвестно                      |               |                                      | чеканка, черненая медь                                          |
|      | один из проектов на Саур Могилу |               |                                      |                                                                 |